# Guisa
Guisa är en ort i Kuba.   Den ligger i provinsen Provincia Granma, i den sydöstra delen av landet, 700 km sydost om huvudstaden Havanna. Guisa ligger 191 meter över havet och antalet invånare är 18 408.
Terrängen runt Guisa är kuperad åt sydost, men åt nordväst är den platt. Runt Guisa är det ganska tätbefolkat, med 86 invånare per kvadratkilometer. Närmaste större samhälle är Bayamo, 17,7 km nordväst om Guisa. Omgivningarna runt Guisa är en mosaik av jordbruksmark och naturlig växtlighet.